# مایکروسافت آفیس ۲۰۲۱
مایکروسافت آفیس ۲۰۲۱ نسخه‌ای از مجموعه نرم‌افزارهای مایکروسافت آفیس است که در تاریخ ۵ اکتبر ۲۰۲۱ (۱۳ مهرماه ۱۴۰۰) همزمان با ویندوز ۱۱ منتشر شد. این نسخه جانشینی برای نسخه قبلی یعنی آفیس ۲۰۱۹ به‌شمار می‌آید و همزمان با آن، آفیس نسخه LTSC (خدمات طولانی مدت) هم منتشر شده که برای مراکز و سازمان‌هایی که به هردلیلی امکان به‌روزرسانی مداوم مجموعه آفیس را ندارند، کاربرد دارد.

## سیستم‌عامل مورد نیاز
آفیس ۲۰۲۱ قابلیت نصب بر روی سیستم‌عامل‌های ویندوز و مک او اس (ویندوز ۱۰، ویندوز ۱۱، ویندوز سرور ۲۰۱۹، ویندوز سرور ۲۰۲۲، مک‌اواس بیگ سور، مک‌اواس کاتالینا و مک‌اواس موهاوی) دارد.

## سخت‌افزار مورد نیاز
برای اجرای این مجموعه در ویندوز، به دست کم ۴ گیگابایت حافظه رم و پردازنده ۱/۶ گیگاهرتز به بالا و در مک‌اواس به دست کم ۴ گیگابایت حافظه رم و پردازنده اینتل نیاز است.

## نسخه‌های مختلف
مایکروسافت آفیس ۲۰۲۱ در ۴ نسخهٔ خانگی، دانش‌آموزی، تجاری و سازمانی منتشر شده‌است که نسخه‌های خانگی و دانش آموزی ۱۴۹/۹۹ دلار و نسخه‌های تجاری و سازمانی ۲۴۹/۹۹ دلار قیمت دارند.

## ویژگی‌های جدید

### ظاهر جدید
تغییرات ظاهری آفیس ۲۰۲۱ شامل رابط کاربری تازه، لبه‌های گرد و به‌کارگیری پالت رنگی خنثی است که همه با تغییرات رابط کاربری در ویندوز ۱۱ مطابقت دارد.

### قابلیت‌های جدید
مایکروسافت در این نسخه برخی از ویژگی‌های مایکروسافت ۳۶۵ را به آفیس ۲۰۲۱ اضافه کرده‌است.
قابلیت‌های جدید نسبت به نسخه ۲۰۱۹ شامل موارد زیر می‌شود:

#### قابلیت‌های جدیداکسل۲۰۲۱
- تابع XLOOKUP – به یافتن موارد دلخواه در یک جدول یا محدوده‌ای از ردیف، در یک شیت اکسل کمک می‌کند.
- پشتیبانی از آرایه پویا – توابع جدیدی در اکسل که از آرایه‌های پویا استفاده می‌کنند.
- تابع LET – یک ویژگی اکسل که به شما امکان می‌دهد به نتایج محاسبات اسامی دلخواه اختصاص دهید.
- تابع XMATCH – این تابع، یک آیتم مشخص را در یک آرایه یا محدوده‌ای از سلول‌ها جستجو می‌کند و موقعیت نسبی آن را برمی‌گرداند.[۴]

#### قابلیت‌های جدیدپاورپوینت۲۰۲۱
- ضبط اسلاید شو – این ویژگی جدید پاورپوینت شامل ضبط ویدئو ارائه دهنده، ضبط هایلایت‌ها و ضبط اشاره‌گر لیزری است.
- ضبط هایلایت‌های ترسیم شده در حین ارائه.[۴]

#### قابلیت‌های جدیدورد۲۰۲۱
- پشتیبانی از فرمت نرم‌افزارهای متن باز OpenDocument (ODT) 1.3
- بهبود عملکرد اجرای برنامه[۴]

#### قابلیت‌های جدیدآوت‌لوک۲۰۲۱
- مترجم و هایلایت – اکنون می‌توانید ایمیل‌ها را حاشیه نویسی کنید، روی بوم پیام بکشید یا ایمیل‌ها را به بیش از ۷۰ زبان ترجمه کنید.
- جستجوی فوری – نمایش نتایج جستجو در این نسخه به صورت فوری است، همچنین روش‌های بیشتری برای اصلاح و فیلتر کردن نتایج وجود دارد.[۴]